# Jefferson County, Arkansas
Jefferson County är ett administrativt område i delstaten Arkansas, USA. År 2010 hade countyt 77 435 invånare. Den administrativa huvudorten (county seat) är Pine Bluff. 

## Geografi
Enligt United States Census Bureau har countyt en total area på 2 366 km². 2 291 km² av den arean är land och 75 km² är vatten.

### Angränsande countyn
- Pulaski County - nordväst
- Lonoke County - nord
- Arkansas County - öst
- Lincoln County - sydöst
- Cleveland County - sydväst
- Grant County - väst